# Glenn Helder
Glenn Helder (ur. 28 października 1968 w Lejdzie) – holenderski piłkarz pochodzenia surinamskiego występujący na pozycji pomocnika.

## Kariera klubowa
Helder jako junior grał w zespołach Oranje Groen, UVS, AFC Ajax oraz LV Roodenburg. W 1989 roku został graczem Sparty Rotterdam. W Eredivisie zadebiutował 13 sierpnia 1989 w wygranym 2:1 meczu z NEC Nijmegen. W Sparcie występował przez cztery sezony. Następnie grał w Vitesse, z którym w sezonie 1993/1994 zajął 4. miejsce w Eredivisie.
Na początku 1995 roku Helder przeszedł do angielskiego Arsenalu. W Premier League zadebiutował 21 lutego 1995 w wygranym 1:0 meczu z Nottingham Forest, zaś 13 stycznia 1996 w wygranym 3:2 spotkaniu z Middlesbrough strzelił swojego jedynego gola w Premier League. W sezonie 1996/1997 Helder przebywał na wypożyczeniu w portugalskiej Benfice.
Pod koniec 1997 roku wrócił do Holandii, gdzie został zawodnikiem NAC Breda, grającego w Eredivisie. W lipcu 1998 roku odszedł stamtąd do chińskiego Dalianu Wanda, jednak w listopadzie tego samego roku wrócił do NAC. W 1999 roku przeszedł do węgierskiego MTK Hungária, z którym wywalczył wicemistrzostwo Węgier oraz Puchar Węgier.
W 2000 roku Helder odszedł do RBC Roosendaal. W sezonie 2000/2001 spadł z nim z Eredivisie do Eerste divisie. W 2002 roku przeniósł się do innego zespołu tej ligi – TOP Oss. Spędził tam sezon 2002/2003. Następnie grał już tylko w amatorskich drużynach Neptunus Rotterdam, SHO Oud Beijerland oraz DOTO.

## Kariera reprezentacyjna
W reprezentacji Holandii Helder zadebiutował 18 stycznia 1995 w przegranym 0:1 towarzyskim meczu z Francją. W drużynie narodowej rozegrał 4 spotkania, wszystkie w 1995 roku.